# Cappella della Beata Vergine Immacolata di Lourdes
La cappella della Beata Vergine Immacolata di Lourdes (in dialetto piemontese Capèla ‘d Lùrdes) è un edificio religioso sito nel comune di Mombasiglio, in provincia di Cuneo a 2300 km dal centro città.

## Descrizione
La cappella fu costruita nel 1916.

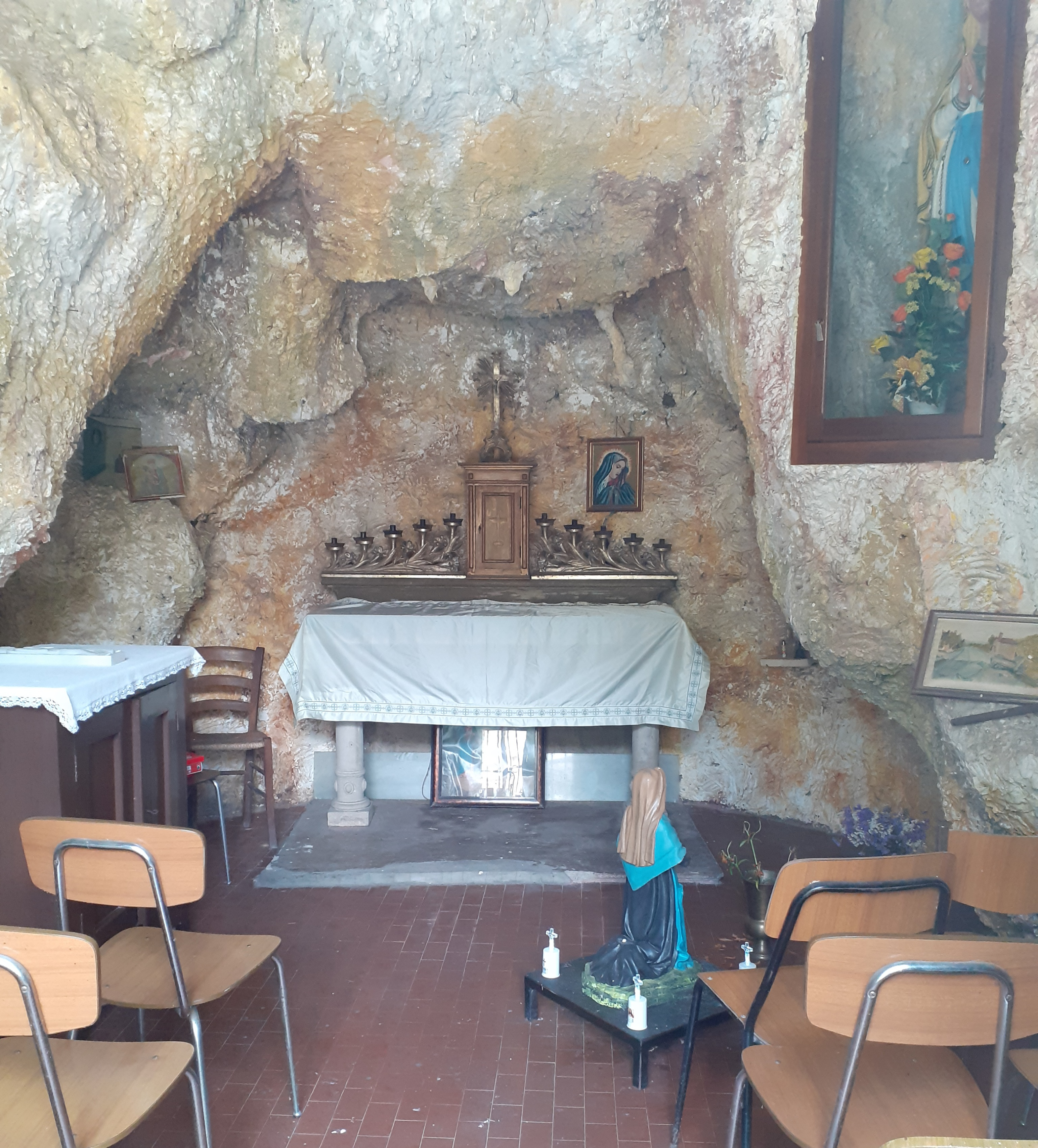
Interno della cappella.

Si tratta di una piccola costruzione fatta da linee semplici ma armoniose, che è sita sul lato sinistro della strada provinciale Mombasiglio-Viola, la SP 34.
La facciata è semplice ed è sovrastata da un torretta in mattoni con una campana di dimensioni ridotte, tuttavia si è un po' rovinata con il tempo.
L'interno è scavato in una roccia e sono presenti in essa due piccole sculture della Madonna, un altare e vari quadretti.
Nel complesso la struttura è circondata da case abitate.